# 常盤6丁目情報局
常盤6丁目情報局（ときわろくちょうめじょうほうきょく）は、テレビ埼玉が1987年から2001年まで夕方に放送していた地域密着型情報番組。通称は、「常6（ときろく）」。2001年から2016年まで放送していた情報番組「ごごたま」の前身番組である。番組名はテレビ埼玉の本社所在地である埼玉県さいたま市浦和区常盤にちなむ。
途中から放送時間や番組担当者を変更した。そして1998年に情報番組の枠拡大を図り、昼の時間帯に「常盤6丁目一番街」、夕方を「常盤6丁目二番街」と変更（「常盤6丁目三番街」は、前述2番組のダイジェスト版）した。さらに2001年10月の「情報あさびん」の開始により「情報ひるびん」「情報ごごびん」と、番組名は幾度も変貌している（その後の番組名の変遷については「ごごたま」の項目を参照）。

## 番組内容
その日の埼玉県内の話題や出来事、各種情報、ニュースを中心に放送した。また県内の学校の文化祭の話題、交通情報など様々なテーマを扱っていた。夕方という放送時間帯のせいか、ショッピングなど主婦向けの情報・話題も多かった。オープニングは60秒程度の喋りで、CMを挟み「テレビ埼玉ニュース」と各コーナーへ続いた。
大宮アルディージャの応援コーナー「がんばれ大宮アルディージャ」を放送しており、のちに「がんばれ! アルディージャ」→「Ole! アルディージャ」→「オレアル」となった。

## 変遷
| 期間       | 期間       | タイトル        | タイトル        | タイトル        | 放送時間（JST）       | 放送時間（JST）       | 放送時間（JST）       | 放送時間（JST）        | MC1                      | MC1                      | MC1                      | MC1                      | MC1                      |
| 期間       | 期間       | 昼              | 夕              | 夜              | 昼                    | 夕                    | 夕                    | 夜                     | 月曜                     | 火曜                     | 水曜                     | 木曜                     | 金曜                     |
| 期間       | 期間       | 昼              | 夕              | 夜              | 昼                    | 月曜･水曜･金曜        | 火曜･木曜             | 夜                     | 月曜                     | 火曜                     | 水曜                     | 木曜                     | 金曜                     |
| ---------- | ---------- | --------------- | --------------- | --------------- | --------------------- | --------------------- | --------------------- | ---------------------- | ------------------------ | ------------------------ | ------------------------ | ------------------------ | ------------------------ |
| 1987.04    | 1993.03    | （放送なし）    | 常盤6丁目情報局 | （放送なし）    | （放送なし）          | 17:00 - 18:00（60分） | 17:00 - 18:00（60分） | （放送なし）           | 上野晃/佐貫洋一/池本弘三 | 上野晃/佐貫洋一/池本弘三 | 上野晃/佐貫洋一/池本弘三 | 上野晃/佐貫洋一/池本弘三 | 上野晃/佐貫洋一/池本弘三 |
| 1993.04    | 1994.03    | （放送なし）    | 常盤6丁目情報局 | 情報わいど埼玉2 | （放送なし）          | 17:00 - 18:00（60分） | 17:00 - 18:00（60分） | 21:15 - 22:00（45分）2 | 池本弘三                 | 吉沢直美                 | 佐貫洋一                 | 池本弘三                 | 佐貫洋一                 |
| 1994.04    | 1995.09    | ごごはPiPoPa    | 常盤6丁目情報局 | （放送なし）    | 13:00 - 14:00（60分） | 17:00 - 18:00（60分） | 17:00 - 18:00（60分） | （放送なし）           | 池本弘三                 | 吉沢直美                 | 佐貫洋一                 | 池本弘三                 | 佐貫洋一                 |
| 1995.10    | 1996.03    | ごごはPiPoPa    | 常盤6丁目情報局 | （放送なし）    | 13:00 - 14:00（60分） | 17:00 - 18:00（60分） | 17:00 - 18:00（60分） | （放送なし）           | 大庭荘介                 | 吉沢直美                 | 佐貫洋一                 | 大庭荘介                 | 佐貫洋一                 |
| 1996.04    | 1998.03    | ごごはPiPoPa    | 常盤6丁目情報局 | （放送なし）    | 13:00 - 14:00（60分） | 17:00 - 18:00（60分） | 17:00 - 18:00（60分） | （放送なし）           | 佐貫洋一                 | 吉沢直美                 | 佐貫洋一                 | 吉沢直美                 | 佐貫洋一                 |
| 1998.04    | 1999.03    | 常盤6丁目一番街 | 常盤6丁目二番街 | 常盤6丁目三番街 | 12:30 - 13:25（55分） | 16:30 - 17:50（80分） | 16:30 - 17:50（80分） | 21:00 - 21:30（30分）  | 佐貫洋一                 | 吉沢直美                 | 佐貫洋一                 | 吉沢直美                 | 佐貫洋一                 |
| 1999.04    | 1999.06    | 常盤6丁目一番街 | 常盤6丁目二番街 | 常盤6丁目三番街 | 12:30 - 13:25（55分） | 16:30 - 17:50（80分） | 16:30 - 17:50（80分） | 21:00 - 21:30（30分）  | 菅家真奈紀               | 佐貫洋一                 | 菅家真奈紀               | 菅家真奈紀               | 菅家真奈紀               |
| 1999.07    | 1999.09.24 | 常盤6丁目一番街 | 常盤6丁目二番街 | 常盤6丁目三番街 | 12:30 - 13:25（55分） | 16:30 - 17:50（80分） | 16:30 - 17:50（80分） | 21:00 - 21:30（30分）  | 佐貫洋一                 | 佐貫洋一                 | 菅家真奈紀               | 菅家真奈紀               | 菅家真奈紀               |
| 1999.09.27 | 2000.03    | 常盤6丁目一番街 | 常盤6丁目二番街 | 常盤6丁目三番街 | 12:30 - 13:25（55分） | 16:30 - 17:50（80分） | 16:30 - 17:50（80分） | 21:00 - 21:30（30分）  | 佐貫洋一                 | 佐貫洋一                 | 柳下詩織                 | 柳下詩織                 | 柳下詩織                 |
| 2000.04    | 2000.09    | 常盤6丁目一番街 | 常盤6丁目二番街 | 常盤6丁目三番街 | 12:30 - 13:25（55分） | 16:30 - 17:50（80分） | 16:30 - 17:50（80分） | 21:00 - 21:30（30分）  | 重信香織                 | 重信香織                 | 柳下詩織                 | 柳下詩織                 | 柳下詩織                 |
| 2000.10    | 2001.03    | 常盤6丁目一番街 | 常盤6丁目二番街 | 常盤6丁目三番街 | 12:30 - 13:25（55分） | 16:30 - 17:50（80分） | 16:30 - 18:00（90分） | 21:00 - 21:30（30分）  | 重信香織                 | 重信香織                 | 重信香織                 | 青江康子                 | 青江康子                 |
| 2001.04    | 2001.09    | 常盤6丁目一番街 | 常盤6丁目二番街 | 常盤6丁目三番街 | 11:30 - 12:25（55分） | 16:30 - 17:50（80分） | 16:30 - 18:00（90分） | 21:00 - 21:30（30分）  | 重信香織                 | 重信香織                 | 重信香織                 | 青江康子                 | 青江康子                 |

- 1 ほとんどの時期でアシスタントと2人進行であった。
- 2 金曜のみ